# Onze-Lieve-Vrouwekapel (Meersel-Dreef)

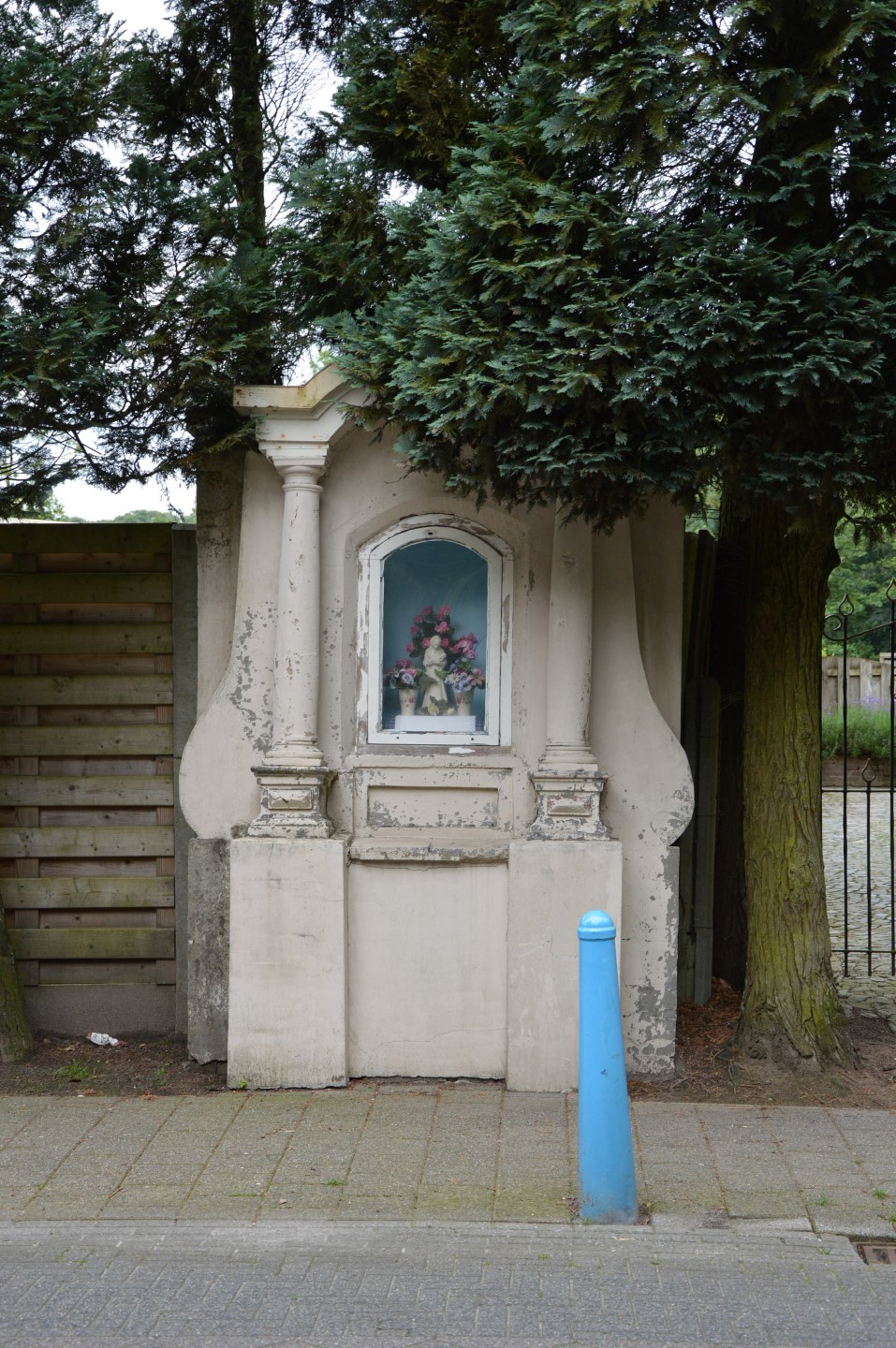
Onze-Lieve-Vrouwekapel

De Onze-Lieve-Vrouwekapel is een kapel in de tot de Antwerpse gemeente Hoogstraten behorende plaats Meersel-Dreef, gelegen aan de Dreef.
Deze kapel werd gebouwd in 1693 in opdracht van Petronella Bernagie, en Jan de Wyse, stichters ook van het Kapucijnenklooster.
Het kapelletje is uitgevoerd in barokstijl. Het wordt geflankeerd door twee Toscaanse zuiltjes.